# Comté de Coffee (Tennessee)
Pour les articles homonymes, voir Comté de Coffee.
Le comté de Coffee est un comté de l'État du Tennessee, aux États-Unis.